# Le Reniement de saint Pierre (Le Nain)
Pour les articles homonymes, voir Le Reniement de saint Pierre.
Le Reniement de saint Pierre est un tableau des frères Le Nain réalisé vers 1655. Cette huile sur toile est une peinture chrétienne qui illustre l'épisode de la Passion du Christ au cours duquel Pierre procède par trois fois au reniement de tout rapport avec Jésus. Le disciple apeuré est ici représenté entouré de près par une femme et deux hommes tournés vers lui pour le questionner. Redécouverte dans un grenier à Lunéville en 2000, l'œuvre est déclarée trésor national cette même année puis est finalement acquise par le musée du Louvre, à Paris, grâce au mécénat de l'entreprise Axa en 2008.
Le tableau a été inclus dans l'exposition temporaire Le mystère Le Nain ayant eu lieu au musée du Louvre-Lens du 22 mars au 26 juin 2017 (inscrit alors au Catalogue au rang 48, ouvrage annexe édité en 2017, v. pages 280 à 283).